# ليونيل لاري
ليونيل لاري (بالإنجليزية: Lionel Larry)‏ هو عداء سريع أمريكي، ولد في 14 سبتمبر 1986 في كومبتون في الولايات المتحدة.

## وصلات خارجية
- ليونيل لاري على موقع الاتحاد الدولي لألعاب القوى (الإنجليزية)